# Робертсон, Джеймс

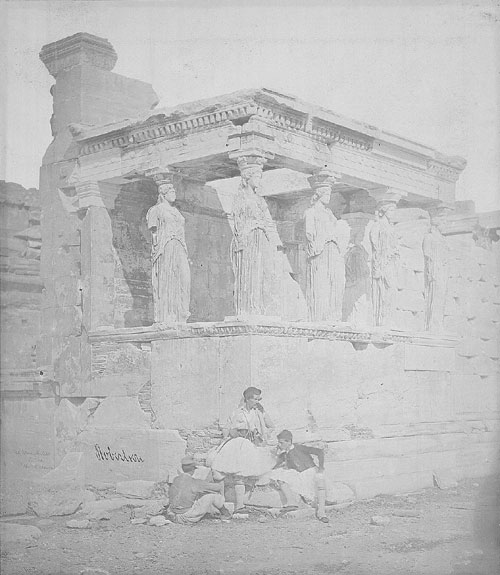
Афинский Акрополь. Альбуминовая серебряная печать «Робертсон и Беато», 1853.

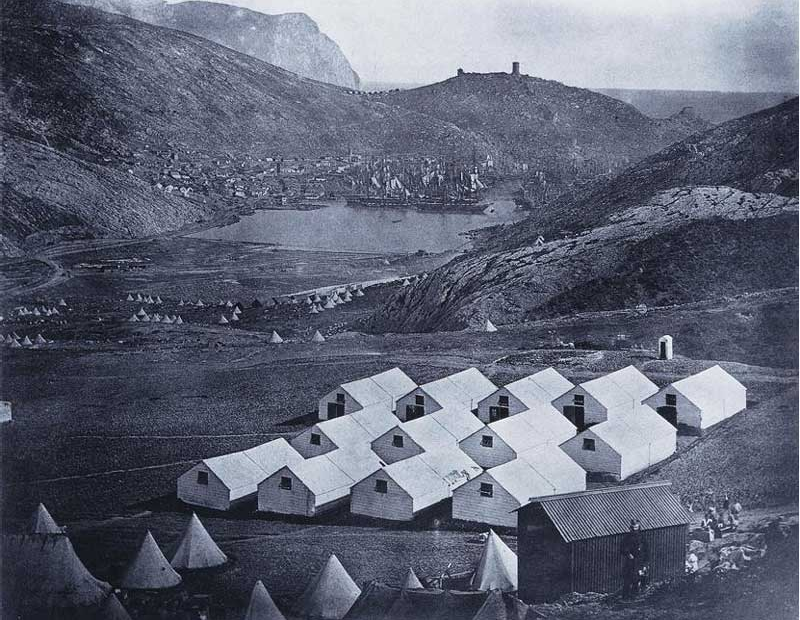
Военный лагерь в Балаклаве перед Балаклавским сражением в течение Крымской войны.Альбуминовая серебряная печать «Робертсон и Беато», 1855.

Дже́ймс Ро́бертсон (англ. James Robertson) — один из первых британских военных фотографов, а также гравёр на монетах и камнях, обычно полу-драгоценных, журналист.
Джеймс Робертсон родился в Мидлсексе в 1813 году. Он обучался у Уильяма Вайона искусству гравировки. В 1843 году он работал гравировщиком в имперском османском монетном дворе.
В 1850 году на Мальте Джеймс Робертсон встречает Феликса Беато, в 1851 году они вместе едут в Константинополь. В 1853 году Робертсон и Беато становятся партнёрами и начинают фотографировать вместе, в этом же году или же в 1854 году они открывают собственную фирму и называют её «Робертсон и Беато», в Константинополе открывается их фотостудия. В 1854 году они вместе с братом Антонио Беато отправляются на Мальту, в 1856 году в Грецию и в 1857 году в Иерусалим. Некоторое количество фотоснимков подписаны «Робертсон, Беато и Ко», где под Ко видимо имеется в виду именно Антонио.
В конце 1854 или в начале 1855 года Джеймс Робертсон женился на сестре братьев Беато — Леониде Марии Матильде Беато. У них было 3 дочери: Катерина Грейс (р. 1856), Эдит Маркон Вёрдженс (р. 1859) и Хелен Беатрук (р. 1861).
В 1855 году Феликс Беато и Джеймс Робертсон отправились в Крым в Балаклаву.
В 1860 году Феликс Беато покинул фирму «Робертсон и Беато», хотя Робертсон продолжал использовать это название вплоть до 1867 года. В 1860 году Джеймс Робертсон работает некоторое время с Чарльзом Шефердом в Константинополе. Возможно, что Джеймс Робертсон перестал замиматься фотографией в 1860-е. Он опять стал работать гравёром в османском монетном дворе до 1881 года, когда он уехал в Иокогаму. Он умер в 1888 году в Иокогаме.